# Lu (Piemont)
Lu település Olaszországban, Piemont régióban, Alessandria megyében. Lakosainak száma 1103 fő (2018. január 1.).